# Zentralfriedhof Friedrichsfelde

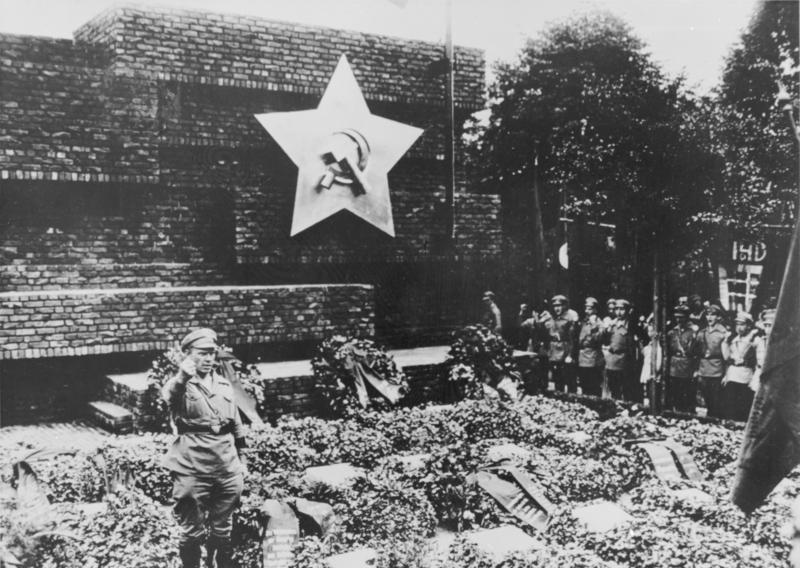
Memorial aos espartaquistas caídos, projetado por Ludwig Mies van der Rohe em 1926; depois de 1935 destruído pelo Terceiro Reich. À esquerda: Ernst Thälmann

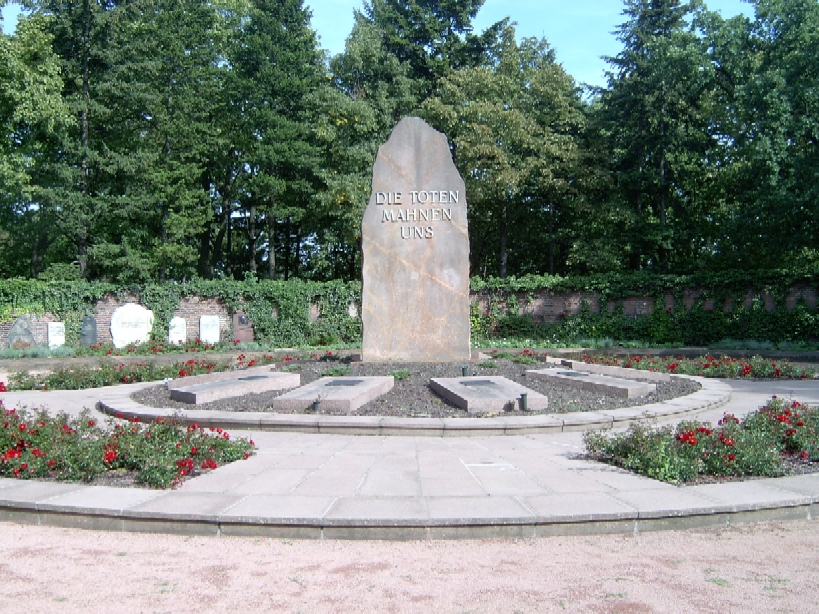
Memorial: Estela e círculo interno de 10 sepulturas

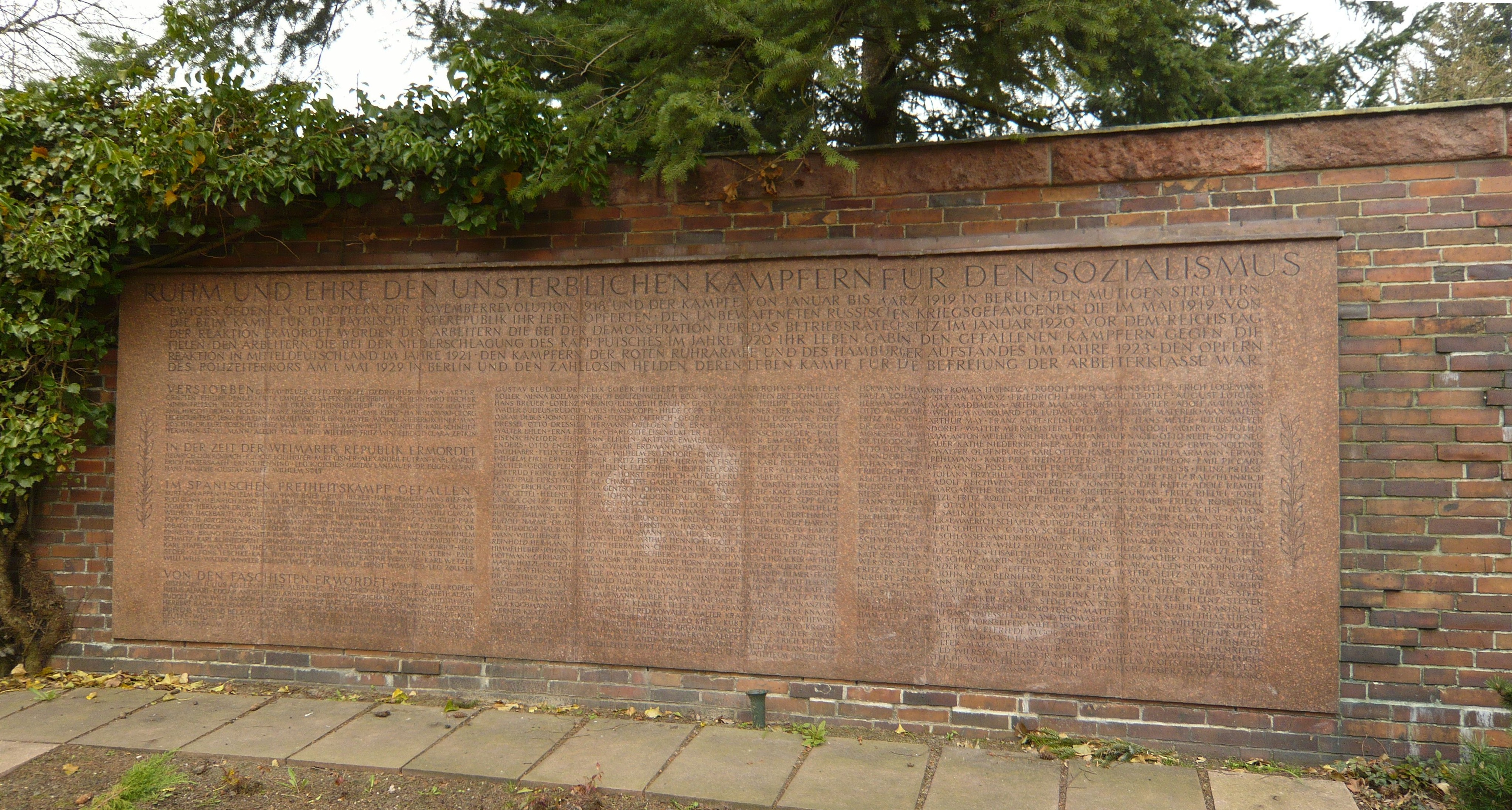
Memorial aos Lutadores Imortais pelo Socialismo

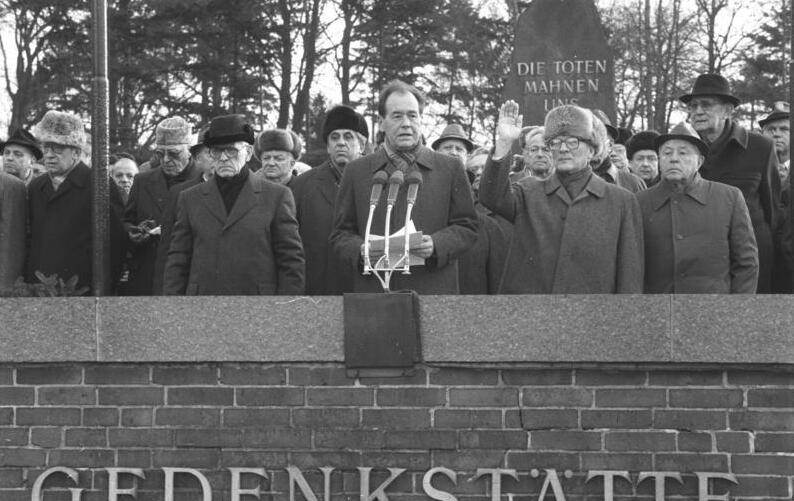
Discurso em um memorial em homenagem a Rosa Luxemburgo, com Erich Honecker, Erich Mielke e outros líderes de alto escalão da Alemanha Oriental, janeiro de 1989

O Zentralfriedhof Friedrichsfelde é um cemitério no distrito de Lichtenberg em Berlim. Foi o cemitério usado por muitos dos socialistas, comunistas e combatentes antifascistas de Berlim.

## História
Quando o cemitério foi fundado em 1881, chamava-se Berliner Gemeindefriedhof Friedrichsfelde. Em 1900, com o enterro de Wilhelm Liebknecht, fundador do Partido Social-Democrata da Alemanha (SPD), o cemitério tornou-se o local de sepultamento de muitos dos líderes e ativistas dos movimentos social-democratas, socialistas e comunistas da Alemanha. Em 1919 Karl Liebknecht e Rosa Luxemburgo, co-fundadores do Partido Comunista da Alemanha, foram enterrados nele. A divisão de Berlim após a Segunda Guerra Mundial fez com que o cemitério ficasse dentro das fronteiras de Berlim Oriental, onde foi usado para enterrar líderes da Alemanha Oriental, como Walter Ulbricht e Wilhelm Pieck, o primeiro presidente da Alemanha Oriental.

## Sepultamentos notáveis
- Friedrich Simon Archenhold (1861–1939)
- Willi Bredel (1901–1964)
- Rudolf Breitscheid (1874–1944)
- Klaus Fuchs (1911–1988), físico teórico e espião
- Otto Grotewohl (1894–1964)
- Hugo Haase (1863–1919)
- Adolf Hennecke (1905–1975)
- Katharina Kern (1900–1985)
- Käthe Kollwitz (1867–1945)[2]
- Greta Kuckhoff (1902–1981)
- Franz Künstler (1888–1942)
- Carl Legien (1861–1920)
- Theodor Leipart (1867–1947)
- Karl Liebknecht (1871–1919)
- Rosa Luxemburgo (1871–1919)
- Hans Marchwitza  (1890–1965)
- Franz Mehring (1846–1919)
- Paul Friedrich Meyerheim (1842–1915)
- Erich Mielke (1907–2000)
- Otto Nagel (1894–1967)
- Heinrich Rau (1899–1961)
- John Schehr (1896–1934)
- Rudolf Schwarz (1904–1934)
- Paul Singer (1844–1911)
- Ernst Thälmann (1886–1944) (memorial apenas)
- Walter Ulbricht (1893–1973)
- Erich Weinert (1890–1953)
- Franz Carl Weiskopf (1900–1955)
- Friedrich Wolf (1888–1953)
- Konrad Wolf (1925–1982)
- Markus Wolf (1923–2006)
- Ernst Wollweber (1898–1967)
- Walter Womacka (1925–2010)

## Galeria

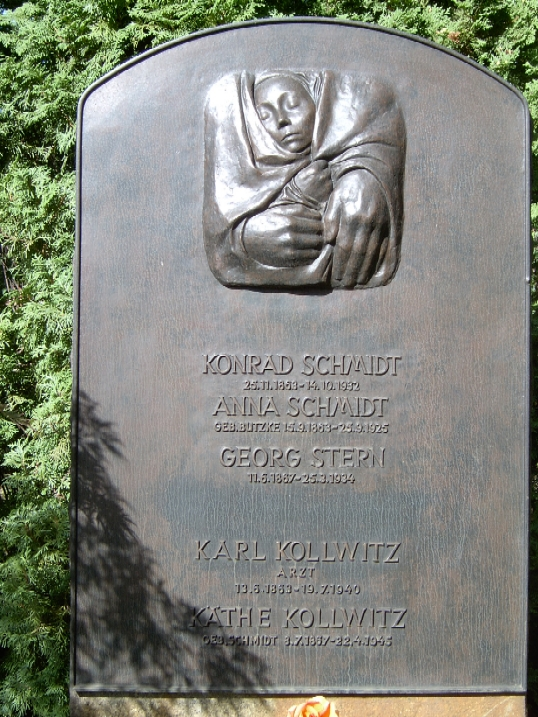
Käthe Kollwitz
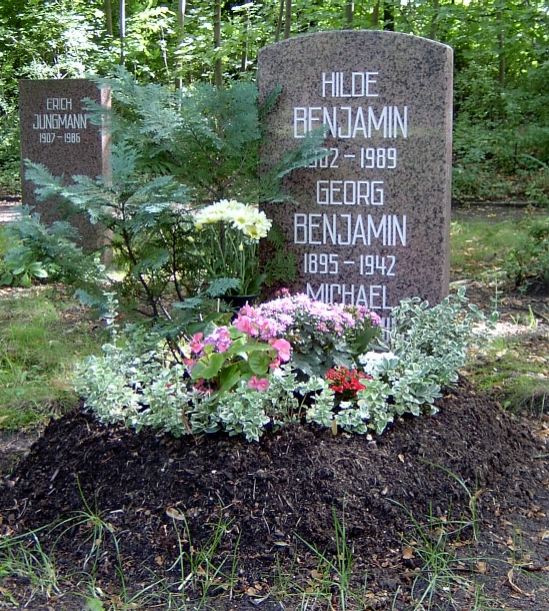
Hilde Benjamin
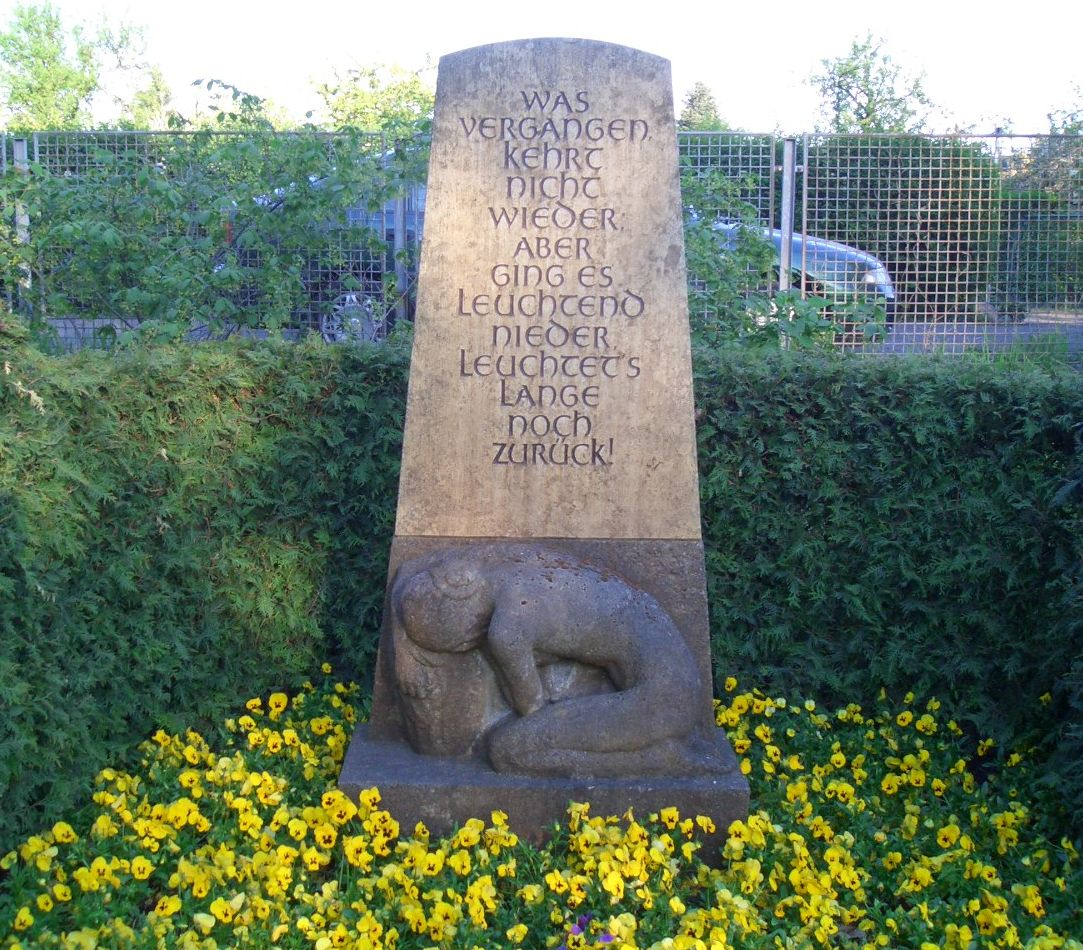
Erich Mielke
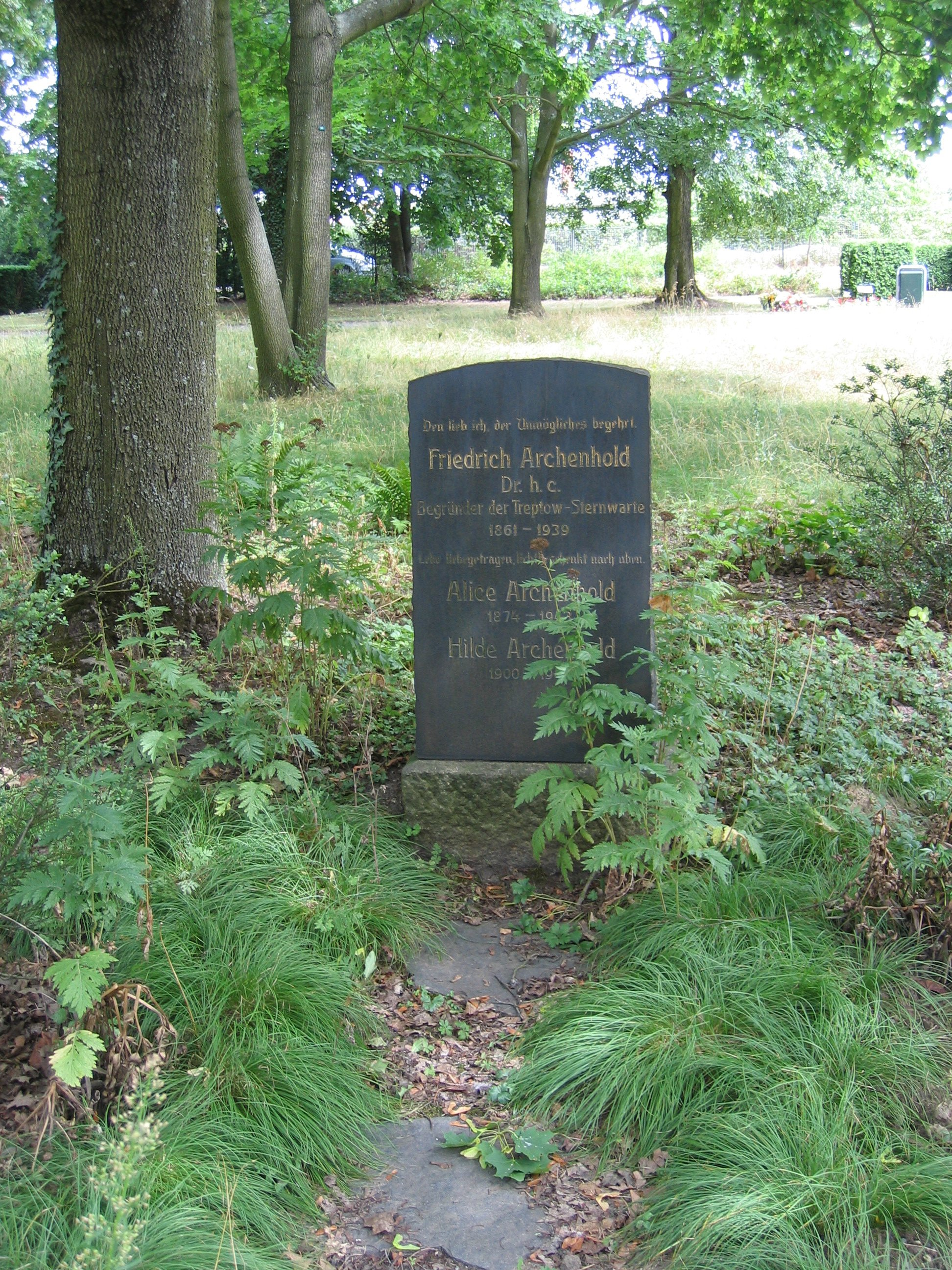
Friedrich Simon Archenhold
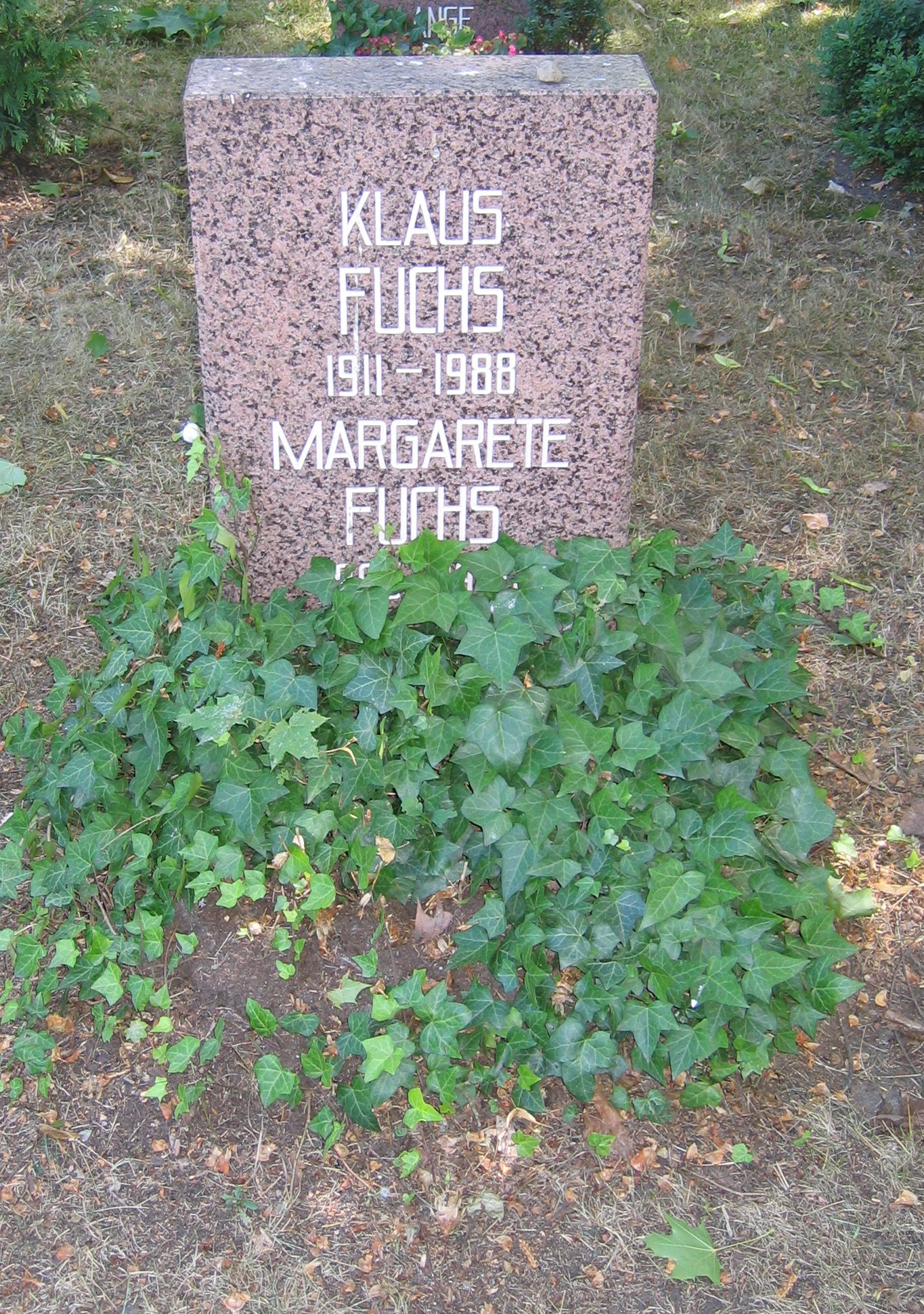
Klaus Fuchs
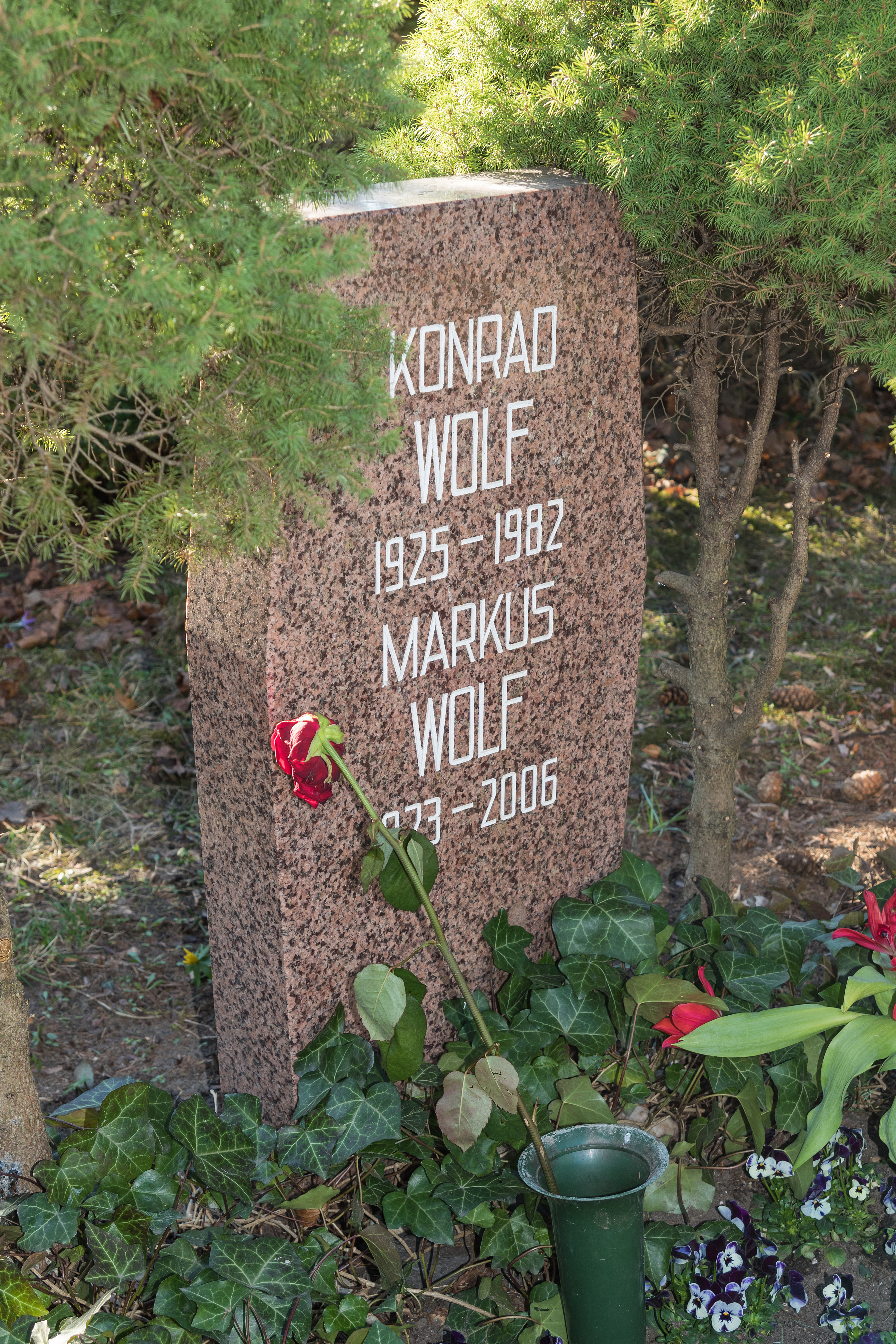
Konrad Wolf Markus Wolf